# Districte de Blois
Blois és un dels tres arrondissements en què es reparteix el departament francès del Loir i Cher a la regió del Centre-Vall del Loira. Té 13 cantons (Blois-1, Blois-2, Blois-3, Blois-4, Blois-5, Bracieux, Contres, Herbault, Marchenoir, Mer, Montrichard, Ouzouer-le-Marché i Vineuil) i 121 municipis. El cap del districte és la prefectura de Blois.